# Robbin Ruiter
Robbin Floris Dirk Ruiter (Amsterdam, 25 maart 1987) is een voormalig Nederlands voetballer die als doelman speelt. Hij stopte in april 2024 met voetballen. Hij speelde onder meer voor FC Volendam, FC Utrecht, PSV en SC Cambuur.

## Carrière

### FC Volendam
Ruiter werd geboren in Amsterdam en bracht zijn jeugd door in Volendam. Op vijfjarige leeftijd ging hij spelen bij RKAV Volendam, waar hij, evenals zijn vader, liefst op doel wilde staan. Hij doorliep hierna de jeugdopleiding van FC Volendam, waar hij door velen gezien werd als groot talent. In het seizoen 2007/08 werd Ruiter onder trainer Stanley Menzo steeds meer bij het eerste elftal betrokken. In het seizoen 2008/09 voegde hij zich definitief bij de selectie van het eerste elftal, waar hij derde doelman werd achter Jeroen Verhoeven en Harmen Kuperus.
Na het vertrek van Verhoeven naar AFC Ajax in het seizoen 2009/10 werd hij tweede doelman achter de van RKC Waalwijk overgekomen Theo Zwarthoed. Op 20 november 2009 maakte hij, wegens een blessure van Zwarthoed, zijn debuut in het betaald voetbal in de thuiswedstrijd tegen Helmond Sport. Ondanks dat de wedstrijd verloren ging, werd Ruiter in zijn debuutwedstrijd direct uitgeroepen tot man van de wedstrijd. Hierna ging het snel met zijn carrière. Ruiter won de concurrentiestrijd van Zwarthoed en veroverde zo een basisplaats in het elftal van Volendam. In het seizoen 2011/12 was hij een vaste waarde voor de club. 

### FC Utrecht
Diverse clubs, waaronder Feyenoord, FC Groningen, Newcastle United en Southampton FC, toonden interesse in de speler. Op 18 april 2012 maakte FC Utrecht bekend dat Ruiter bij de club een contract had getekend voor vier jaar. Hij speelde er uiteindelijk vijf voor de club.

### Sunderland
Ruiter tekende in 2017 een contract tot medio 2019 bij het dan net uit de Premier League gedegradeerde Sunderland. Dat lijfde hem transfervrij in. Zijn Engelse avontuur duurde twee jaar, met onder meer een degradatie naar de League One.

### PSV
Hij tekende in juni 2019 een contract tot medio 2021 bij PSV, waar hij tweede keeper werd achter Jeroen Zoet, zolang Lars Unnerstall nog niet fit was. Ruiter maakte op 3 oktober 2019 zijn debuut voor de Eindhovense club, in een met 1–4 gewonnen wedstrijd in de Europa League uit bij Rosenborg BK, nadat Zoet geblesseerd afhaakte tijdens de warming-up.

### Willem II
Na een jaar dat Ruiter tweede doelman was bij PSV tekende hij in juli 2020 een tweejarig contract bij Willem II. Hij begon het seizoen als eerste doelman van de Tilburgers, maar speelde slechts dertien wedstrijden voor Willem II. Daarna kregen Jorn Brondeel en Arijanet Murić de voorkeur. Het seizoen erop was hij derde doelman achter de teruggekeerde Timon Wellenreuther en Brondeel. In de winter van 2022 werd daarom besloten het contract van Ruiter te ontbinden.

### SC Cambuur
In de zomer van 2022 werd hij door SC Cambuur aangetrokken als tweede doelman achter João Virgínia. Hij tekende een contract voor één seizoen.

## Clubstatistieken
| Seizoen         | Club            | Competitie      | Competitie | Competitie | Beker | Beker | Internationaal | Internationaal | Totaal | Totaal |
| Seizoen         | Club            | Competitie      | Wed.       | Dlp.       | Wed.  | Dlp.  | Wed.           | Dlp.           | Wed.   | Dlp.   |
| --------------- | --------------- | --------------- | ---------- | ---------- | ----- | ----- | -------------- | -------------- | ------ | ------ |
| 2009/10         | FC Volendam     | Eerste divisie  | 21         | 0          | 0     | 0     | —              | —              | 21     | 0      |
| 2010/11         | FC Volendam     | Eerste divisie  | 24         | 0          | 2     | 0     | —              | —              | 26     | 0      |
| 2011/12         | FC Volendam     | Eerste divisie  | 25         | 0          | 2     | 0     | —              | —              | 27     | 0      |
| 2012/13         | FC Utrecht      | Eredivisie      | 33         | 0          | 1     | 0     | —              | —              | 34     | 0      |
| 2013/14         | FC Utrecht      | Eredivisie      | 30         | 0          | 4     | 0     | 2              | 0              | 36     | 0      |
| 2014/15         | FC Utrecht      | Eredivisie      | 31         | 0          | 1     | 0     | —              | —              | 32     | 0      |
| 2015/16         | FC Utrecht      | Eredivisie      | 29         | 0          | 5     | 0     | —              | —              | 34     | 0      |
| 2016/17         | FC Utrecht      | Eredivisie      | 15         | 0          | 2     | 0     | —              | —              | 17     | 0      |
| 2017/18         | Sunderland      | Championship    | 20         | 0          | 1     | 0     | —              | —              | 21     | 0      |
| 2018/19         | Sunderland      | League One      | 1          | 0          | 0     | 0     | —              | —              | 1      | 0      |
| 2019/20         | PSV             | Eredivisie      | 1          | 0          | 0     | 0     | 1              | 0              | 2      | 0      |
| 2020/21         | Willem II       | Eredivisie      | 10         | 0          | 1     | 0     | 2              | 0              | 13     | 0      |
| 2021/22         | Willem II       | Eredivisie      | 1          | 0          | 0     | 0     | 0              | 0              | 1      | 0      |
| 2022/23         | SC Cambuur      | Eredivisie      | 16         | 0          | 1     | 0     | 0              | 0              | 17     | 0      |
| 2023/24         | FC Nordsjælland | Superligaen     | 0          | 0          | 0     | 0     | 0              | 0              | 0      | 0      |
| Carrière totaal | Carrière totaal | Carrière totaal | 257        | 0          | 20    | 0     | 5              | 0              | 282    | 0      |

## Trivia
Ruiter is een neef van eenmalig Oranje-doelman Jan Ruiter.